# 에탈 기본군
대수기하학에서 에탈 기본군(étale基本群, 영어: étale fundamental group)은 대수다양체와 스킴에 대하여 정의되는 기본군이다.

## 정의
에탈 기본군은 대수적 위상수학과 갈루아 이론 사이의 다음과 같은 대응성으로부터 출발하며, 이 둘을 대수기하학적으로 일반화하여 공통적으로 다룬다.
| 대수적 위상수학                                            | 갈루아 이론                        | 대수기하학                                                                  |
| ---------------------------------------------------------- | ---------------------------------- | --------------------------------------------------------------------------- |
| 피복 공간 {\displaystyle \pi \colon Y\twoheadrightarrow X} | 분해 가능 확대 {\displaystyle Y/X} | 유한 에탈 사상 {\displaystyle \pi \colon Y\to X}                            |
| 범피복 공간                                                | 분해 가능 폐포                     | 유한 에탈 사상들의 범주 {\displaystyle \operatorname {fin{\acute {E}}t} /X} |
| 기본군                                                     | 절대 갈루아 군                     | 에탈 기본군                                                                 |

연결 스킴 {\displaystyle X} 의 기하점(영어: geometric point) {\displaystyle x\in X}는 {\displaystyle x}에서의 줄기 {\displaystyle {\mathcal {O}}_{X,x}}의 잉여류체를 포함하는 분해 가능 폐포 {\displaystyle K}이다. 즉, 다음과 같은 사상
{\displaystyle {\mathcal {O}}_{X,x}\twoheadrightarrow {\mathcal {O}}_{X,x}/{\mathfrak {m}}({\mathcal {O}}_{X,x})\hookrightarrow K}
를 합성하여, 사상 {\displaystyle x\colon \operatorname {Spec} (K)\to X}를 정의할 수 있다. 이는 {\displaystyle X} 속의, {\displaystyle K} 값의 좌표를 갖는 점으로 여긴다.
{\displaystyle X}를 공역으로 하는 유한 에탈 사상들의 범주를 {\displaystyle \operatorname {fin{\acute {E}}t} /X}라고 쓰자. (에탈 코호몰로지와 달리, 여기에 그로텐디크 위상을 정의할 필요가 없다.) 그렇다면, 스킴 사상 {\displaystyle Y\to X} 및 {\displaystyle X}의 기하점 {\displaystyle x\colon \operatorname {Spec} K\to X}이 주어졌을 때, 기하올(영어: geometric fibre) {\displaystyle Y\times _{X}\operatorname {Spec} K}을 스킴의 범주의 올곱으로 정의할 수 있으며, 에탈 사상의 정의에 따라서 이는 어떤 자연수 {\displaystyle n}에 대하여 {\displaystyle (\operatorname {Spec} K)^{\sqcup n}}와 동형이다.
따라서, 밑점이 주어졌을 때, 다음과 같은 요네다 매장을 생각하자.
{\displaystyle \operatorname {fin{\acute {E}}t} /X\to \operatorname {Set} }
{\displaystyle Y\mapsto |Y\times _{X}x|=\hom _{\operatorname {fin{\acute {E}}t} /X}(x,Y)}
이는 기하학적으로 {\displaystyle \pi \colon Y\to X}를 그 원상 “{\displaystyle \pi ^{-1}(x)}”에 대응시킨다. 이들 집합들은 사상에 따라 사영계(영어: projective system)를 이룬다. 따라서 다음과 같은 역극한을 취할 수 있으며, 이를 {\displaystyle X}의 밑점 {\displaystyle x}에서의 에탈 기본군이라고 한다.
{\displaystyle \pi _{1,\operatorname {{\acute {e}}t} }(X,x)=\varprojlim _{i}\operatorname {Aut} _{X}(X_{i})}
이는 유한군의 역극한이므로, 사유한군을 이룬다. 또한, 이 요네다 함자에 의하여 다음과 같은 범주의 동치가 존재한다.
{\displaystyle \operatorname {fin{\acute {E}}t} /X\simeq \pi _{1}(X,x){\text{-Set}}}
여기서, 범주 {\displaystyle G{\text{-Set}}}는 {\displaystyle G}의 작용을 갖는 집합들의 범주이다.

## 예

### 체의 에탈 기본군
체 {\displaystyle K}가 주어졌을 때, {\displaystyle \operatorname {Spec} K}의 밑점 {\displaystyle x}는 {\displaystyle K}의 분해 가능 폐포 {\displaystyle K^{\operatorname {sep} }\subset {\bar {K}}}과 대응한다. (모든 분해 가능 폐포들은 서로 동형이지만, 표준적으로 동형이지 못하다.) 이 경우, 밑점 {\displaystyle K^{\operatorname {sep} }}에서의 에탈 기본군은 {\displaystyle K}의 절대 갈루아 군과 동형이다.
{\displaystyle \pi _{1,\operatorname {{\acute {e}}t} }(\operatorname {Spec} K,K^{\operatorname {sep} })\cong \operatorname {Gal} (K^{\operatorname {sep} }/K)}

### 복소 대수다양체의 에탈 기본군
복소 유한형 스킴 {\displaystyle X\to \operatorname {Spec} \mathbb {C} }의 에탈 기본군은 그 복소해석공간 {\displaystyle X^{\operatorname {an} }}의 (대수적 위상수학적) 기본군의 사유한 완비이다.
{\displaystyle \pi _{1,\operatorname {{\acute {e}}t} }(X,x)\cong {\hat {\pi }}_{1}(X^{\operatorname {an} },x^{\operatorname {an} })}

## 역사
알렉산더 그로텐디크가 《마리 숲 대수 기하학 세미나》(영어: Séminaire de géométrie algébrique du Bois Marie, SGA) 1권에서 정의하였다.

## 참고 문헌
- Murre, J. P. (1967), 《Lectures on an introduction to Grothendieck's theory of the fundamental group》, Bombay: Tata Institute of Fundamental Research, MR 0302650
- Tamagawa, Akio (1997), “The Grothendieck conjecture for affine curves”, 《Compositio Mathematica》 109 (2): 135–194, doi:10.1023/A:1000114400142, MR 1478817

## 같이 보기
- 에탈 코호몰로지